# Figue de Solliès
Figue de Solliès est l'appellation d'origine d'une production de figues dans le bassin de Solliès à l'est de Toulon (Var). Elle est préservée via le label Appellation d'origine contrôlée depuis le décret du 28 juin 2006, la cahier des charges a été modifié en 2018.
Elle représente 75 % de la production agricole française commercialisée de figues.

## Aire géographique
L'aire géographique est incluse en totalité dans la terminaison sud-ouest de la dépression permienne du nord des Maures et du Toulonnais. Elle s’identifie aux bassins moyens et inférieurs du Gapeau et du Réal-Martin, constituant une plaine vallonnée. Les figues doivent exclusivement être produites sur le territoire des communes suivantes du département du Var :
- Belgentier, Carqueiranne, Cuers, La Crau, La Farlède, La Garde, Hyères, La Londe-les-Maures, Le Pradet, Solliès-Pont, Solliès-Toucas, Solliès-Ville, La Valette ;
- Communes retenues en partie : Pierrefeu, Puget-Ville.

## Description

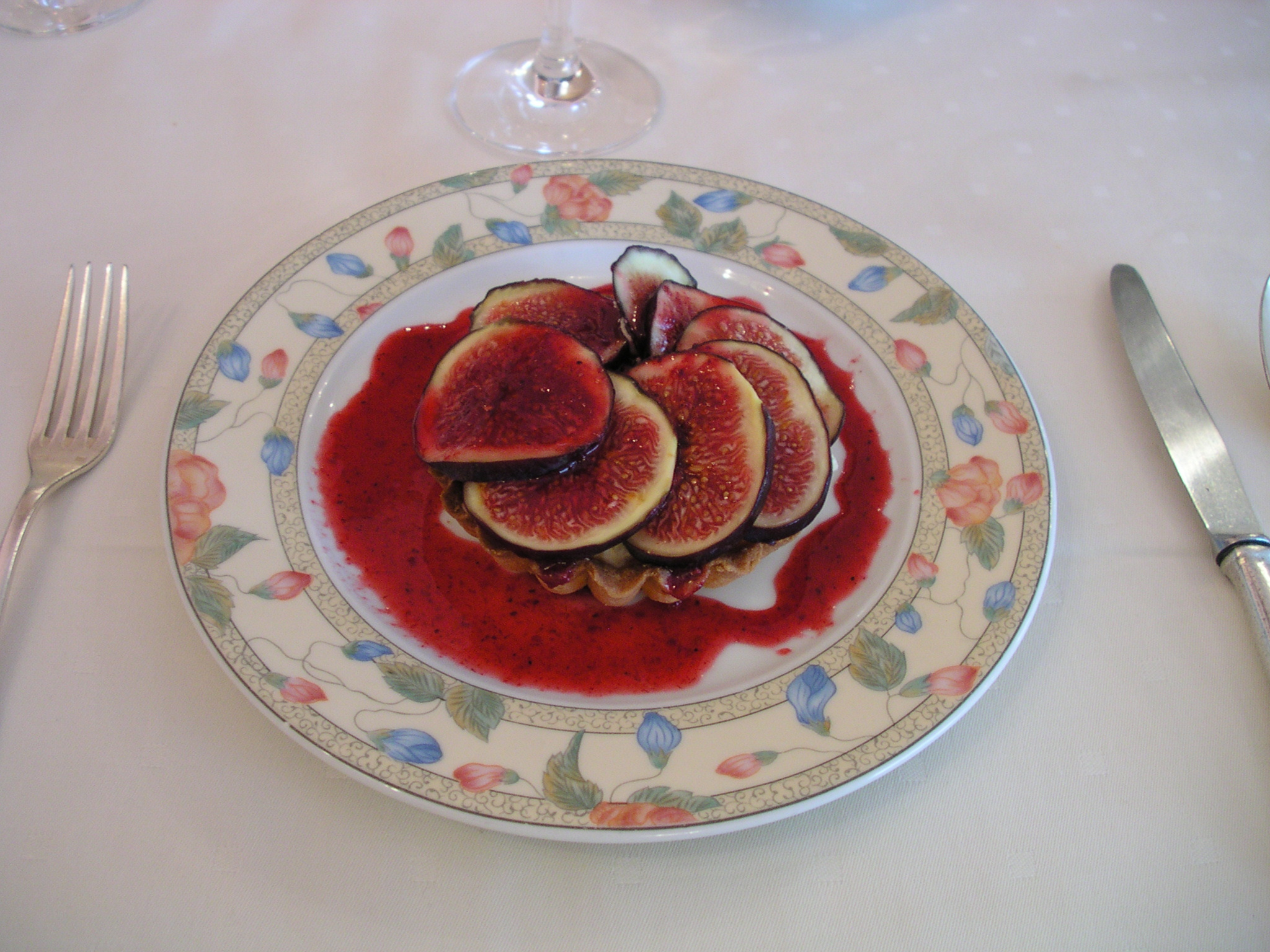
Assiette de figues de Solliès.

Les figues fraîches, de la variété bourjassotte noire sont en forme de goutte d’eau écrasée, de couleur violette à noire nervurée. Elles sont denses, fermes et souples. Le réceptacle est fin, vert pâle, la pulpe est charnue, couleur confiture de fraise à nombreuses graines fines et beiges. Le nez est élégant, peu intense à notes végétales et fruitées de pastèque, melon blanc, fraise et autres fruits rouges. La bouche est pleine à l’équilibre caractéristique acidulé et sucré, croquante puis fondante, aux arômes intenses végétaux, fruités et à notes florales. Elles présentent une teneur en sucre supérieure ou égale à 14 degrés atteint facilement grâce à la présence d’un climat méditerranéen chaud à l’hygrométrie moyenne.
Les agriculteurs récoltent leurs figues d’un diamètre généralement supérieur ou égal à 40 millimètres du 15 août au 15 novembre.

## Label
La variété a été reconnue comme appellation d'origine contrôlée par décret du 28 juin 2006 (Journal officiel du 30 juin 2006) sous la dénomination « Figue de Solliès ». À compter de la parution de ce décret, seules les figues reconnues en appellation peuvent faire référence à la mention géographique Solliès.
Depuis décembre 2011, au niveau européen, l'appellation « Figue de Solliès » est reconnue comme une appellation d'origine protégée et depuis le 1er janvier 2012  les produits étiquetés « Figues de Solliès »  doivent comporter la mention appellation d'origine protégée (AOP).

## Production et commercialisation
La variété de figue Bourjassotte noire, plus communément appelée « figue violette », est quasiment exclusivement produite dans ce bassin de production. Le bassin de Solliès génère à lui seul environ 57 % de la production nationale de figues en 2016 avec plus de 1 800 tonnes, toutes variétés confondues.
Les arbres disposent d’un maximum de 25 mètres carrés, soit 5 mètres entre deux arbres et 5 mètres entre deux rangées), le mode de taille (obtention des vergers dit «piétons» avec des branches accessibles à la main pour faciliter la cueillette et taille de fructification. La récolte est exclusivement manuelle. Pour déterminer le stade optimal de récolte, les producteurs se réfèrent à un « code couleur » élaboré par le Centre technique interprofessionnel des fruits et légumes (Ctifl). Les figues éclatées ou fendues sont réservées à la transformation (confitures, purées, tartes…) et peuvent être congelées pour prolonger leur conservation avant transformation.
Il existe une coopérative (Copsol fruit) qui regroupe plus des trois quarts des producteurs de figues, qu’ils soient indépendants ou adhérents.